# JAF
Juan Antonio Ferreyra, conocido como JAF (Buenos Aires, 29 de julio de 1958) es un cantante y guitarrista de rock y blues argentino, conocido por haber sido integrante de la banda Riff junto a Pappo.

## Biografía

### Primeros años
En 1973, a la edad de 15 años, formó su primera banda, denominada La Máquina Infernal. Esa banda estaba formada por Ferreyra en guitarra y voz, Gustavo Andino (posterior miembro de V8) en batería, Roberto Taccone en segunda guitarra y Carlos Salcedo en bajo. Más tarde Taccone reemplazó a Salcedo en el bajo, y se suma a la formación, Mario Aguirre como segunda guitarra. Esta banda tenía los ensayos en casa de Ferreyra, en la ciudad Ituzaingó (en las afueras de Buenos Aires). 
Los temas que realizaban eran covers de Creedence Clearwater Revival, The Beatles, Ten Years After y algunos propios. Tocaban por toda la zona oeste. El último recital de esta banda se realizó en el Club Fragio de Ituzaingó. La banda duró 2 años y medio, tocando por toda la zona oeste.
A los 20 años (1979) lideró el grupo La Banda Marrón, compuesta por Antonio Manuel García López (hermano del Negro García López, guitarrista de La Torre y Charly García), y Beto Topini (La Torre y actualmente con JAF) quien al dejar La Banda Marrón para irse a La Torre fue reemplazado por el ex Sui Generis Juan Jorge Rodríguez; sus presentaciones estaban dedicadas de lleno al rock and roll y al blues, haciendo temas propios como Elena X y Qué voy a hacer ahora y versiones de Deep Purple y Freddie King entre otros referentes. 
Durante algunos años sólo ofrecieron shows de pubs. Los mismos fueron en franco ascenso y, a mediados de los años ochenta, abandonó esta banda y pasó a formar parte del grupo más conocido que integró: Riff.

### Riff
Junto a Pappo en voz y guitarra, Vitico en bajo y Oscar Moro en batería, grabó Riff VII (1985), disco que marcó una nueva era para el grupo de Pappo, siendo editado por la multinacional CBS, y para el cual JAF proporcionó su poderosa voz, guitarra rítmica y su tema Elena-X, que se convirtió en el corte de difusión del LP.
También apareció en Riff & Roll (1987), un disco que capturó al cuarteto tocando en vivo en 1986.
Su unión con el grupo duró sólo 10 meses, luego de lo cual dejó la banda, para más tarde llevar a cabo su carrera como solista. 
Antes de esto graba las voces del disco solista de Vitico Nacido para ser así (1986).

### Carrera solista, primera época
En 1989 salió a la calle Entrar en vos por el sello RCA Victor, su primer disco solista, grabado el año anterior en los Estudios Panda. 
A mediados de 1990 lanzó su segunda placa, Diapositivas, que fue presentada en vivo a fines de año en el reducto "La Capilla" de Buenos Aires, y luego en el estadio de River Plate, como telonero de Eric Clapton y Joe Cocker. 
En 1991 se encerró en el estudio y dio forma a su tercera placa, Salida de emergencia.
Durante el año 1993 presentó Me voy para el sur, su cuarto LP grabado en Los Ángeles, EE. UU..
En 1994 se volvió a hacer presente con su quinto álbum, Hombre de Blues.
Cantó el clásico tango Por una cabeza en el homenaje a Carlos Gardel organizado en el Teatro Presidente Alvear por la Secretaría de Cultura de la Nación.
En 1995 viajó otra vez a Estados Unidos para terminar de registrar Corazón en llamas su sexto trabajo.
En 1997 la compañía BMG Argentina editó su primer álbum compilatorio después de no aceptar grabar un disco en vivo, compilado titulado JAF (grandes éxitos) con el cual Juan rescinde el contrato con esa compañía.
Luego de más de 8 años y 6 discos oficiales como artista de la compañía BMG, JAF se dispuso a editar un nuevo material discográfico, el séptimo de su carrera.
La placa se llamó N.º 7, fue la primera producción independiente del artista y fue presentado oficialmente en el Teatro Astral de Buenos Aires, durante las noches del 21 y 22 de noviembre de 1997.

### Años 2000s
En el año 2000 grabó el tema Gritarle al Diablo, junto a Germán Burgos, para la placa Fasolera de tribunas grabada por el futbolista junto a su banda. Ya en el año 2001 participa en el disco La leyenda continúa: tributo a Rata Blanca, con el tema «La misma mujer», tema del primer disco de Rata Blanca, con Saúl Blanch.
Luego editó Un largo camino que contó con la producción artística del propio JAF. La banda que lo acompañó en la presentación de esta placa estuvo integrada por Jorge Luis Patón Cimino en batería, Germán Wintter en bajo, Daniela López (quien desde 1997 también es asistente personal del músico) y Mariana Sosa en coros.
Algunos temas de Un largo camino se adelantaron el día 9 de agosto de 2003 en una función a sala llena en el cine Teatro Premier, de la calle Corrientes. Su presentación oficial de fin de año tuvo lugar el 20 de diciembre del mismo año en el teatro Gran Rivadavia.
Con este nuevo material dado a conocer, JAF no cesó de recorrer la República Argentina. Comenzó el año 2004 con su habitual gira veraniega, y posterior a esto, sus actuaciones en Capital Federal, Gran Buenos Aires e interior del país.
Entre otros proyectos, cabe mencionar la convocatoria recibida por JAF para poner su voz en los temas de dos películas argentinas estrenadas en ese año. JAF grabó una versión del tema The Night Time Is the Right Time, de los legendarios Creedence Clearwater Revival, para la película Luna de Avellaneda, producida por Pol-Ka.
La segunda llamada fue para grabar Forever, el tema principal del film Peligrosa obsesión, protagonizada por Pablo Echarri y Mariano Martínez. Para tal ocasión, la productora cinematográfica Patagonik Group lo convocó para registrar el tema en sus dos versiones, inglés y español, y el track se editó en el CD original de la película. Hacia el final del año realizó dos presentaciones a sala llena en el pub Condado (de la Capital Federal).
Tras los casi 60 shows de la gira de verano 2005, JAF comenzó la preproducción del show del día sábado 21 de mayo, con vistas a su primera presentación en el Teatro Gran Rex de Buenos Aires, donde actuó junto a su banda (un power trío), y además tuvo algunos invitados especiales como Adrián Barilari (voz líder de la banda Rata Blanca), Carlos Silberberg (excantante del grupo Gamberro), Los Súper Ratones (otra reconocida banda argentina), Sandra Guida (reconocida cantante y actriz del ambiente de la comedia musical) y don Mauricio Marcelli (violinista de extensa trayectoria, solista de la orquesta estable del Teatro Colón de Buenos Aires).
De la nombrada actuación, surgió un material de una hora y media de duración aproximada, registrado en DVD + CD En vivo! Teatro Gran Rex mayo 2005, el cual plasmó en audio e imágenes la experiencia vivida aquel día y supone además la aparición del primer disco en vivo del artista.
A partir de este momento JAF comenzó a trabajar en un nuevo disco, en paralelo con sus continuas actuaciones y recitales en el ámbito de toda la República Argentina.
Luego de la gira de verano 2006, con más de sesenta actuaciones en el mes y medio de temporada, entró a estudios a grabar Aire, su cuarto trabajo independiente y el décimo de su carrera en solitario. Fue registrado entre los meses de marzo y julio de 2006 en los Estudios Abismo, bajo la producción artística y ejecutiva del mismo JAF. Los músicos que lo acompañaron en esta grabación fueron: Pablo Santos en bajo, Beto Topini en batería y Danilo Moschen en teclados. La presentación oficial de este disco tuvo lugar en el teatro Gran Rex de Capital Federal, el día 16 de septiembre de 2006.
Entre marzo y septiembre de 2007, JAF produjo su undécimo trabajo: Uno+. Dicha placa cuenta con trece temas, entre los cuales hay una nueva versión de Elena X, y tres clásicos de todos los tiempos: Is This Love, Same Old Blues y Have I Told You Lately, popularizado por el legendario Rod Stewart, que el mismo JAF tradujo al español para este disco. Algunos de los temas compuestos por JAF son: Uno más, Labios, Días sin luz y Maldito invierno.
En el año 2009 saca la placa Supercharger, con nuevas versiones de sus éxitos, más una versión en inglés del tema Dale gas llamada I'm a Wheel on the Highway (del cual se realizó también un videoclip), incluyendo canciones como Todo mi amor, Tal vez mañana brille el sol, El doctor y Maravillosa esta noche. 
Este disco inicialmente no se edita en formato físico pudiendo descargarse gratuitamente de la página www.dontpaymusic.com.

### 2010s y 20s
En 2010 grabó su segundo disco en vivo solista llamado JAF vivo! en el Teatro Coliseo de Buenos Aires y además un DVD con las imágenes del show de más de 2 horas de duración.
Hacia fines de 2013 lanza su undécimo disco de estudio llamado Canciones de amor.
Durante 2014 edita un nuevo disco en vivo Íntimo en MJ Pub como registro de sus actuaciones en el pub Mr. Jones, de la localidad de Ramos Mejía en el Gran Buenos Aires.
A fines de 2014 anuncia la grabación de un disco homenaje por los 30 años de la salida del disco VII de Riff. 
El disco, titulado Tributo a Riff VII es lanzado el 30 de mayo de 2015 junto con un show agotado en el Teatro Vorterix, dando inicio a una gira nacional. 
En 2016 se une a Adrian Barilari (Rata Blanca) para hacer una gira cantando clásicos del rock.
Por otra parte condujo el programa "Salida de Emergencia" por FM Federal 99.5, donde presentó y difundió bandas emergentes y músicos independientes de diversos géneros y estilos de todo el país.
En 2017 publica su nuevo álbum titulado Instinto, editado y distribuido por Icarus Music.
El 7 de octubre de 2022 lanza su decimoquinto álbum de estudio, Nocivo, a ser presentado en el Teatro Ópera Orbis de Buenos Aires.

## Discografía

### Con Riff
- 1985: Riff VII
- 1987: Riff 'n' roll (en vivo).
- 1995: Paladium '86 (en vivo).
- 1996: En vivo en Obras, 17-12-1985

### Como solista
Álbumes
- 1989: Entrar en vos
- 1990: Diapositivas
- 1991: Salida de emergencia
- 1992: Me voy para el sur
- 1994: Hombre de blues
- 1995: Corazón en llamas
- 1997: Número 7
- 1997: Grandes éxitos (Recopilación)
- 2003: Un largo camino
- 2005: En vivo! Teatro Gran Rex mayo 2005 (CD+DVD)
- 2006: Aire
- 2007: Uno +
- 2009: Supercharger
- 2010: JAF Vivo! (CD+DVD)
- 2012: Canciones de amor
- 2014: Íntimo en MJ Pub (CD+DVD)
- 2015: Tributo a Riff VII
- 2017: Instinto
- 2022: Nocivo

#### Colaboraciones
- 1995: Tributo a Carlos Gardel, varios artistas
- 2000: Fasolera de tribunas, Burgos Simpatía
- 2001: La leyenda continúa: tributo a Rata Blanca, varios aristas
- 2003:  Resurgir, Cruel Adicción (voz en el tema "No serás vencido")
- 2004: Peligrosa obsesión, música de película
- 2004: Luna de Avellaneda, música de película
- 2009: Viaje al cosmos, Hugo Bistolfi
- 2012: Cantando, siempre cantando, Patricio Giménez